# Pernigotti
Pernigotti es una empresa italiana especializada en la producción del Gianduiotto (chocolates a base de pasta de avellana), turrones, huevos de Pascua y semielaborados de heladería, de propiedad del grupo Averna
En los últimos 3 años, la empresa Pernigotti ha logrado mantenerse con un crecimiento sostenido (no obstante la situación de crisis económica mundial y europea), facturando más de 75 millones de euros anuales y con más de 150 empleados en sus establecimientos productivos en la ciudad de Novi Ligure. Además, la compañía es líder en el mercado italiano en el segmento Gianduiotto y en los semielaborados para heladería y es la segunda empresa en Italia en el mercado de los turrones. Su red de ventas internacional cuenta con más de 30 países a nivel mundial.

## Historia

### Nacimiento de la empresa
La historia de la empresa inicia en el año 1860, cuando su fundador, el señor Stefano Pernigotti, abre en la Plaza del Mercado de la ciudad de Novi Ligure, un almacén que se hizo famoso rápidamente gracias a la producción de un turrón de alta calidad. En el año 1868, debido a la creciente notoriedad de sus productos, Stefano decide ampliar el negocio, fundando, en sociedad con su hijo Francesco una sociedad: el 1 de junio del año 1868 nace oficialmente, con un capital de seis mil liras, la empresa "Stefano Pernigotti e hijo", compañía alimentaria especializada en la producción de dulces.
En esta fase inicial, la empresa produce y comercia fundamentalmente mostaza y turrones, dulce clásico navideño, una especialidad de presunto origen árabe, que se difundió inicialmente en el norte italiano y gradualmente en el resto de Italia.
El primer reconocimiento oficial llega el 25 de abril del año 1882, cuando el rey Umberto I en persona le concede a la empresa el privilegio de utilizar el emblema real en la insignia de la fábrica Pernigotti. Este emblema real acompañará a la empresa hasta el año 2004. De esta forma, la empresa se convierte en proveedor oficial de la familia real italiana.
En los inicios del siglo XX, la fábrica era una de las tecnológicamente más avanzadas de Italia, con calderas a gas, maquinaria especializada de vanguardia, ascensores y una red de distribución eficiente.

### Un nuevo turrón
En la época en la que Pernigotti producía sobre todo turrones, cuyos ingredientes inicialmente eran miel, azúcar, almendras y albúmina. En el año 1914 con la Primera Guerra Mundial, el gobierno italiano prohíbe el uso del azúcar para la preparación de los productos de la industria dulcera, dentro de los cuales se encontraba el turrón: lo que podía representar un grave obstáculo para la producción, se transformó, gracias a la genial intuición del señor Francesco, en una innovación que enriqueció la calidad de la empresa. La ausencia de azúcar, de hecho, es sabiamente colmada con una mayor concentración de miel, dando vida a un nuevo turrón de consistencia único en su consistencia y fragancia.

### El gianduiotto
El año que tal vez marca un antes y un después en la historia dulcera de la empresa es el 1927, en el cual la Pernigotti realiza por primera vez la producción industrial del Gianduiotto, el más noble y renombrado chocolatin italiano nacido oficialmente en Turín en el año 1865 y que toma el nombre del Gianduia, la famosa máscara de carnaval piamontés. Es en este periodo muy floreciente para la empresa, que a partir del año 1928 inicia una escalada de exaltantes resultados, rica de reconocimientos y premios, como por ejemplo el "Diploma del gran Premio" obtenido en la exposición nacional e internacional de Turín.
En la actualidad, Pernigotti se ha convertido en una empresa especializada en la producción de Gianduiotto de alta calidad y es líder indiscutida en este segmento. 
En el 1936 Paolo Pernigotti, industrial rico de iniciativa y creatividad, realiza una nueva línea de producción, la de semielaborados de helados, que todavía hoy es uno de los puntos de fortaleza de la empresa.
Desafortunadamente, un dramático evento obstaculiza el continuo crecimiento de la empresa, en el año 1944 un bombardeo destruye el establecimiento industrial. Solo la tenaz voluntad y el dinamismo de Paolo Pernigotti permitieron la reconstrucción de la empresa, con la mudanza de la fábrica de Via Mazzini a los almacenes militares de Viale della Rimembranza, donde todavía hoy la Pernigotti tiene sede.
La empresa luego tuvo periodos de gran éxito y crecimiento, a nivel nacional (en Italia) que internacional, hasta el los años ochenta, cuando después de una crisis la empresa debió desprenderse de parte de su grupo (las compañías Streglio y Sperlari). 
Luego del año 1995 la empresa es comprada por el grupo Averna, y luego de una gran reestructuración, se vuelve a tener un balance positivo y crecimiento en los mercados.

## Producción
Hoy la empresa Pernigotti tiene una amplia gama de productos, con distintos tipos de chocolates, sobre todo hechos a base de pasta de avellanas (gianduiotto), turrones, semielaborados para helados, huevos de Pascua, entre otros. Algunos de ellos se fabrican en Turquía.

## Pernigotti en el mundo
La Pernigotti está presente en más de 30 países, entre los cuales: Australia, Bangladés, Brunéi, Canadá, China, Corea del Sur, Chipre, Dinamarca, Filipinas, Francia, Bélgica, Holanda, Luxemburgo, Alemania, Austria, Suiza, Grecia, Indonesia, Malta, Perú, Polonia, Portugal, Singapur, España, Sudáfrica, Estados Unidos, Uruguay y Argentina.